# 練馬区立開進第四中学校
練馬区立開進第四中学校（ねりまくりつかいしんだいよんちゅうがっこう）は、東京都練馬区羽沢にある公立の中学校。略称は開四中（かいよんちゅう）または開進四中（かいしんよんちゅう）。2019年(令和元年)5月時点の生徒数は12学級387名である。

## 沿革
- 1961年（昭和36年）
  - 4月1日 - 開進第三中学校内に練馬区立開進第四中学校開校
  - 8月31日 - 現在地に移転
  - 10月28日 - 校旗制定
- 1962年（昭和37年）
  - 6月4日 - 体育館兼講堂竣工
  - 10月25日 - 校歌制定
- 1964年（昭和39年）12月9日 - プール竣工
- 1990年（平成2年）3月31日 - 新体育館、プール、格技室竣工
- 2016年（平成28年）8月1日 - 新校舎へ移転

## 教育目標
- 学ぶ
- 働く
- 協力する
- 鍛える
- 共に生きる

## 主な学校行事
- 4月 始業式、入学式、対面式、部活動説明会
- 5月 開校記念日、離任式、運動会
- 6月 第一回定期テスト、校外学習（2年）、修学旅行（3年）
- 7月 三者面談
- 8月 臨海学校（1年）
- 9月 第二回定期テスト、校外学習（1年）、連合陸上、生徒会役員選挙
- 10月 連合音楽会、1学期終業式、2学期始業式
- 11月 マラソン記録会、第三回定期テスト、生徒総会
- 12月 三者面談
- 1月 連合書き初め展
- 2月 スキー移動教室（2年）
- 3月 第四回定期テスト、保護者会、校外学習（3年）、卒業式、修了式

## 部活動
- 野球部
- 陸上部
- サッカー部
- 女子バレーボール部
- 女子バスケットボール部
- 男子バスケットボール部
- 新体操部
- 剣道部
- バドミントン部
- 美術部
- 吹奏楽部
- 家庭科部
- 文芸部
- ESS

## 施設
体育館

## 通学区域
南は新桜台駅から、北は川越街道まで、南北に延びた学区となっている。
- 桜台三丁目（8-11）
- 羽沢一丁目
- 羽沢二丁目
- 羽沢三丁目
- 氷川台一丁目
- 氷川台二丁目
- 氷川台三丁目（1-36）
- 氷川台四丁目（1-37、40-42、46-50）
- 平和台一丁目（1-22、36-37）
- 平和台二丁目（1）
- 錦一丁目
- 錦二丁目（19を除く）

## 進学前小学校
区立中学校選択制度があり区内の遠方から通学している生徒も多くいるが、学区指定による小学校は以下の通り。※印は小中一貫教育グループの構成校。
- 開進第四小学校(※)
- 仲町小学校(※)

## 学区内の主な施設
- 武蔵野音楽大学
- 東京都立城北中央公園
- 東京都立大山高等学校
- 東京少年鑑別所

## 交通
- 東京メトロ有楽町線・副都心線氷川台駅より徒歩10分
- 西武有楽町線新桜台駅より徒歩20分
- 西武池袋線江古田駅より徒歩25分

## 著名な出身者
- 田辺陽子（柔道家）
- 風色日向（宝塚歌劇団宙組男役）
- 馬場裕貴(プロデューサー・舞台俳優)
- バーンズ・アントン（サッカー選手）